# Красново (Фоминское сельское поселение)
Красново — деревня в Шекснинском районе Вологодской области.
Входит в состав сельского поселения Фоминского, с точки зрения административно-территориального деления — в Фоминский сельсовет.
Расстояние по автодороге до районного центра Шексны — 50 км, до центра муниципального образования Фоминского — 4 км. Ближайшие населённые пункты — Ларионово, Русаново, Пегуша.
По переписи 2002 года население — 32 человека (12 мужчин, 20 женщин). Всё население — русские.